# 천안 광덕사 석사자
광덕사 석사자(廣德寺 石獅子)는 대한민국 충청남도 천안시 광덕사 대웅전으로 오르는 계단 양쪽에 놓여 있는 2기의 돌사자상이다. 1984년 5월 17일 충청남도의 문화재자료 제252호로 지정되었다. 조선시대에 만든 것으로 짐작된다.

## 형태
얼굴이 하늘을 보는 형태라 사람의 얼굴과 비슷한 모양을 하고 있다. 입은 약간 벌리고 있고, 이빨을 조각했으나 형식적인 표현으로 사실감이 없다. 사자의 머리털도 도식화되어 구름 모양으로 표현되어 있다.
머리부분에만 조각이 되어 있고, 몸통부분은 조각이 생략되었다. 앞다리는 직립하였고 꼬리는 선으로 표현되었으며, 뒷발은 돋을 새김으로 되어 있다.
받침돌과 사자의 뒷다리는 하나의 돌로 되어 있는데 돌 밑부분에서 조금 올라온 부분에 사자의 뒷다리를 표현하였다. 현재는 돌의 풍화가 심하여 사자의 모습을 찾아보기 어렵다.

## 사진

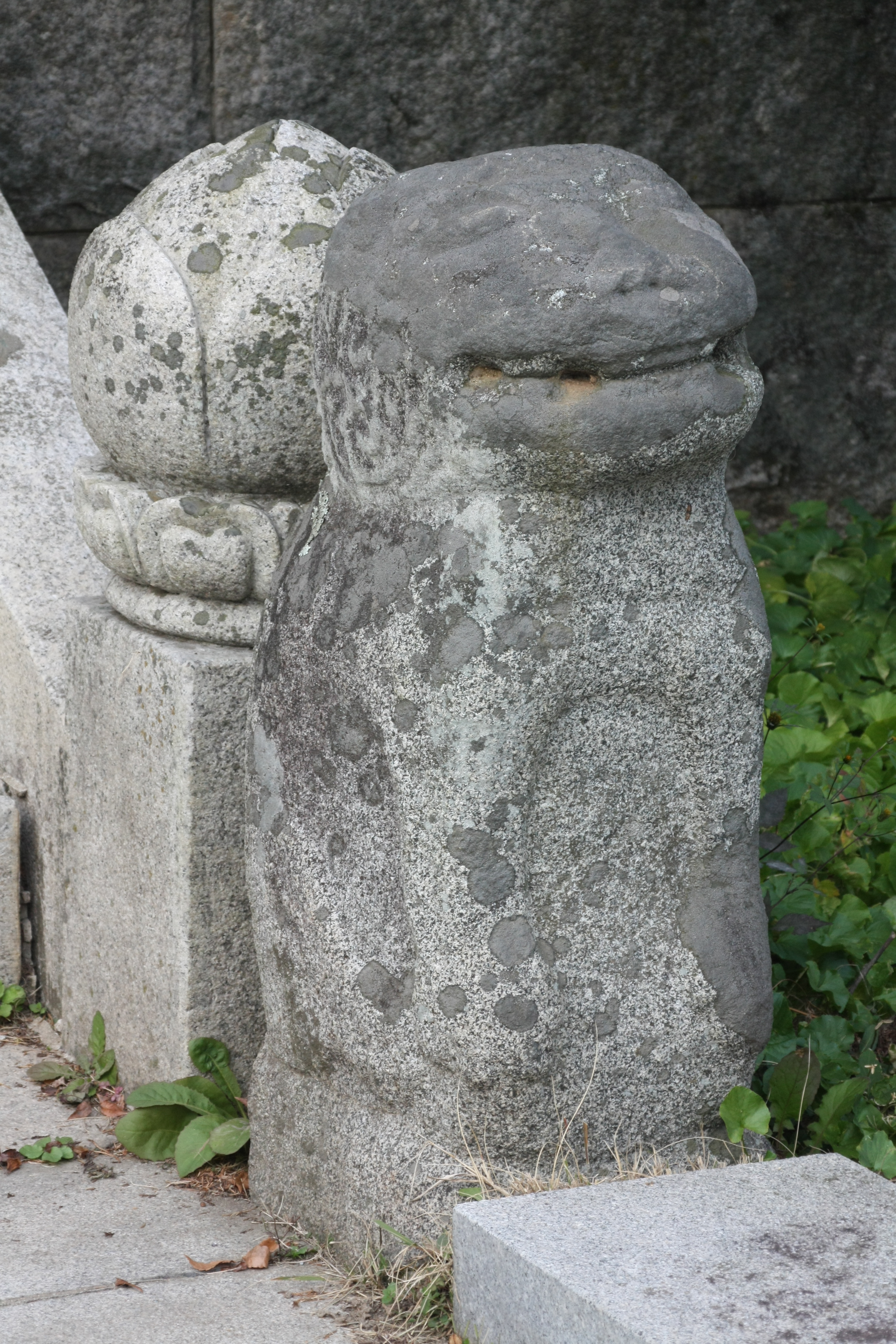
오른쪽 사자
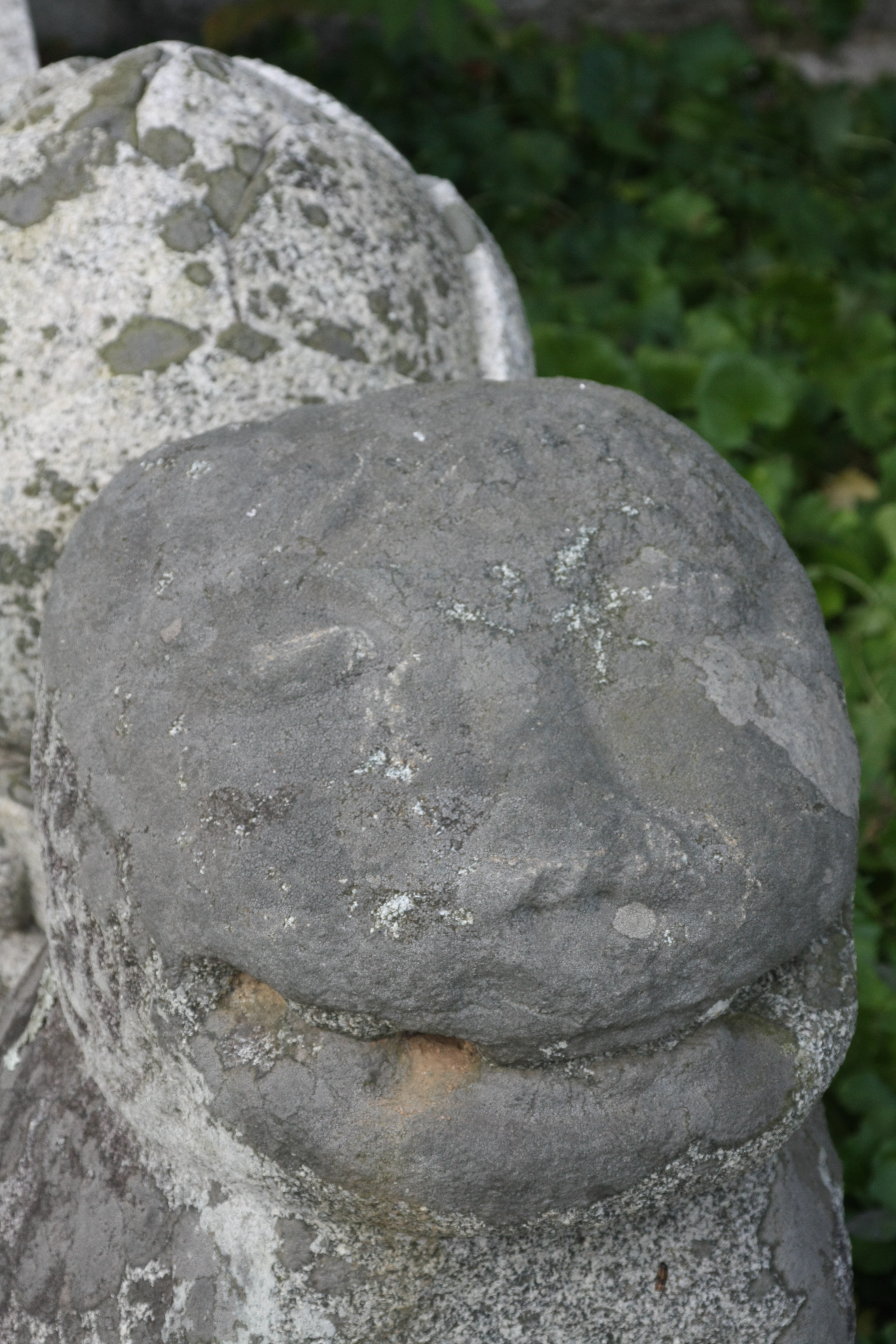
오른쪽 사자
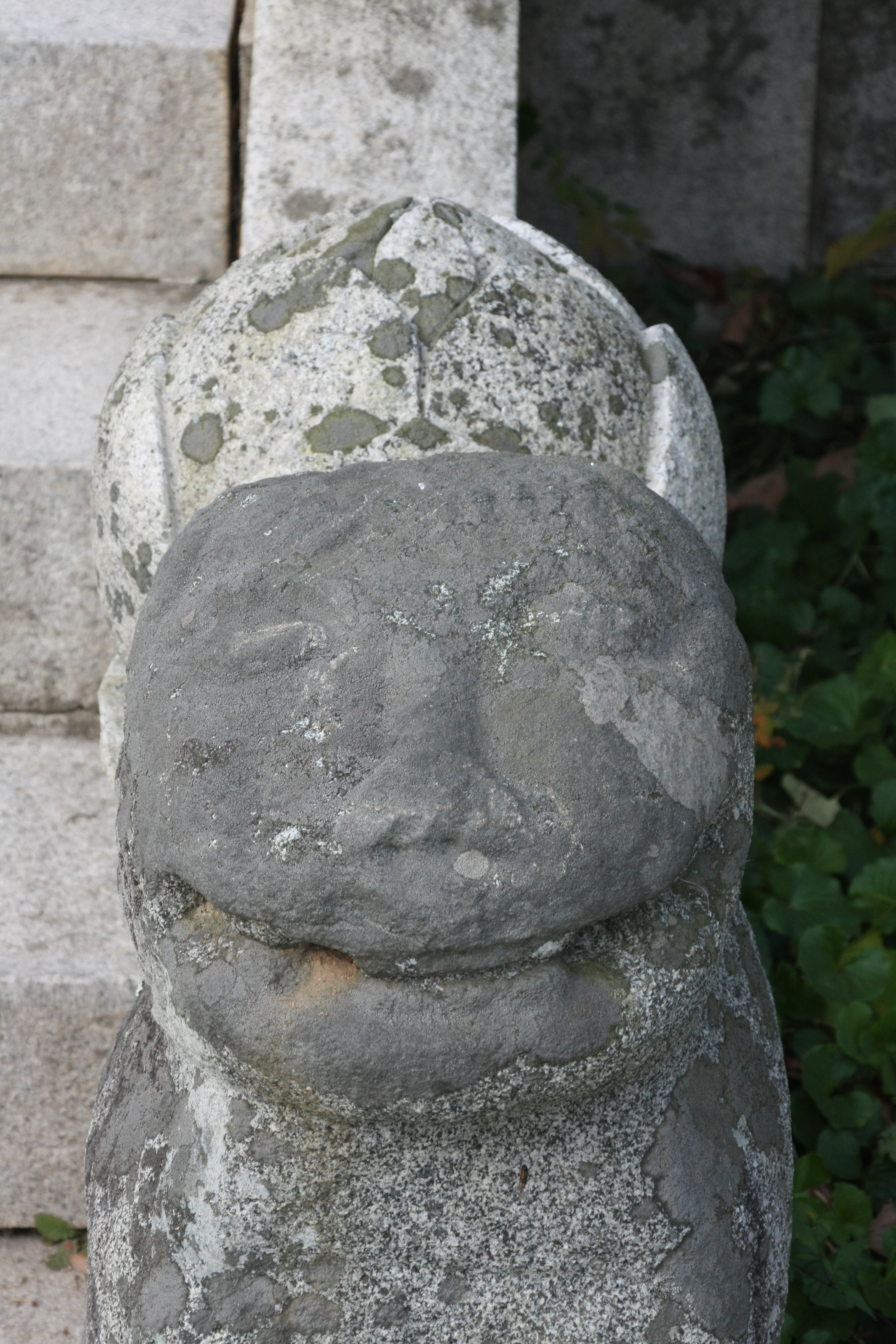
오른쪽 사자
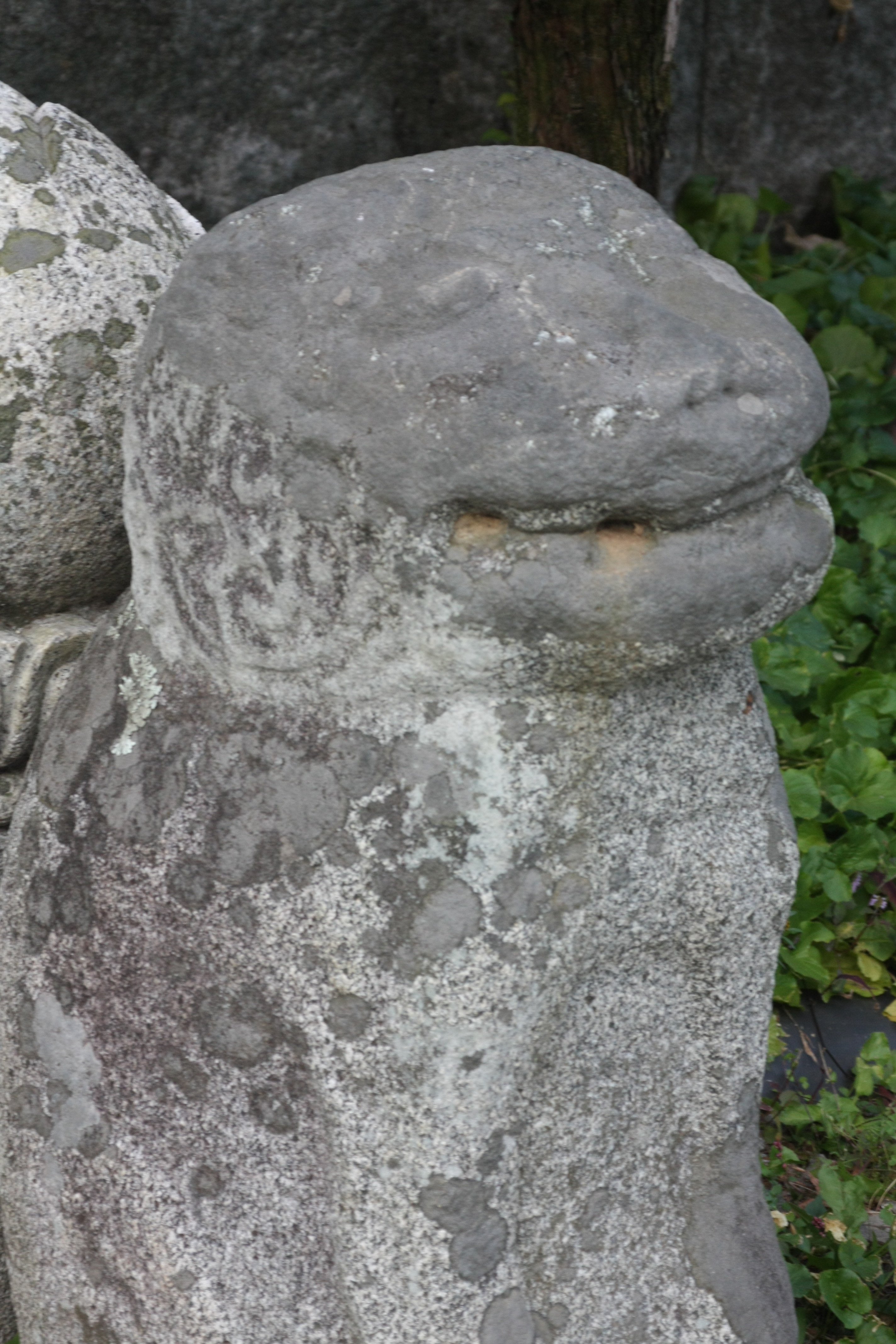
오른쪽 사자
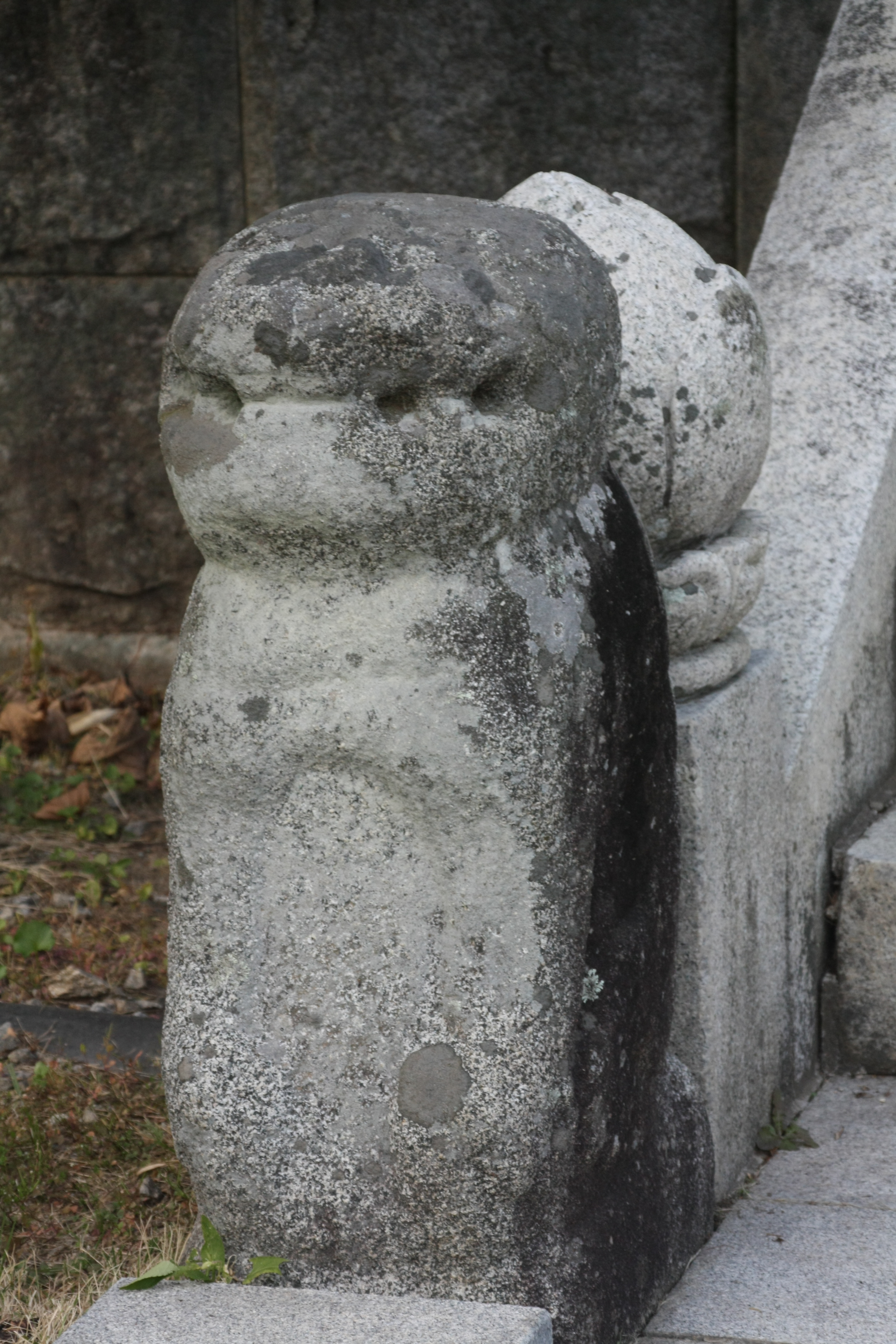
왼쪽 사자
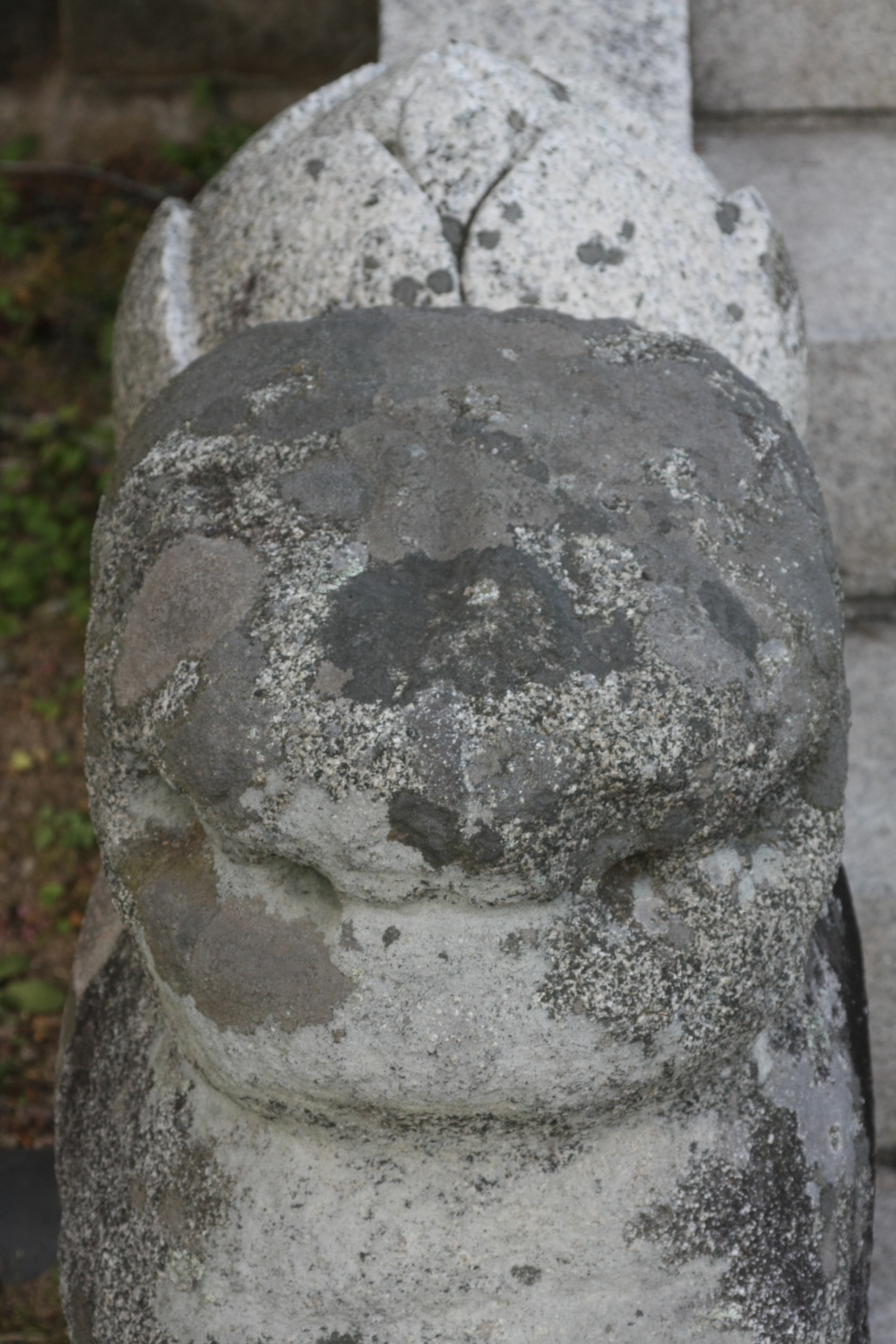
왼쪽 사자

## 참고 문헌
- 《문화재해설》, 충청남도, 1990년
- 《문화유적총람》사찰편, 충청남도, 1990년
- 《충남지역의 문화유적》7집, 백제문화개발연구원, 1993년
- 《천안시사》, 천안시, 1997년
- 《충청남도지정문화재해설집》, 충청남도, 2001년

## 같이 보기
- 광덕사

## 참고 자료
- 광덕사석사자 - 국가유산청 국가유산포털